# 1206
[[Категорија: 1206
.| ]]
Година 1206 (MCCVI) била је проста година која је почела у недељу.

## Догађаји
- 27. јул — Отон IV је поражен и рањен у бици против Филипа Швапског.

### Децембар
- Википедија:Непознат датум — Фрањо Асишки се одрекао земаљских добара и у потпуности се посветио Богу.
- Википедија:Непознат датум — У Монпеље у одржан је концил (сабор) на којем је Доминик Гузман примером и проповедањем почео борбу против катарске јереси. Настао је доминикански ред проповедника (доминиканци).
- Википедија:Непознат датум — Енглески краљ Јован Без Земље се искрцао у Ла Рошел у али је присиљен да склопи двогодишњи мир с Филипом II Августом.
- Википедија:Непознат датум — У Пољској је Ладислав III свргнут с престола на који је дошао његов син Болеслав V.
- Википедија:Непознат датум — Након што је у Цариград стигла вест о Балдуиновој смрти његов брат Хенрик Фландријски који је владао у његово име крунисан је за краља Латинског царства(Јерис Филандер, како га по грчком зове Стефан Немањић). Крајем године поново осваја Малу Азију.
- Википедија:Непознат датум — Умро је Мухамед од Гора. Гуридска територија се брзо смањује. Индијски поседи, које је он освојио, остају у поседу Кутбу уд-Дин Аибеку, који ће да створи Делхијски султанат, којем ће на челу бити такозвана династија робова или Мамелуци (од mamlak, роб).
- Википедија:Непознат датум — У Монголији је Темуџин проглашен каном свих монголских народа од стране сабора племенитих (kuriltaj); након тога узима име Џингис-кан.
- Википедија:Непознат датум — Дубровачка република је тражила и добила трговачке повластице од Михајла Дуке, епирског деспота.

## Рођења
- Непознат датум - Бела IV, мађарски краљ. († 1270)

## Смрти
- Адела од Шампање

- Амалрик да Бене

- Јелена Пшемисл Пјаст

- Badiuzaman Džazari